# Via Pellicceria
Via Pellicceria è una strada del centro storico di Firenze, che va dalla piazza di Parte Guelfa, angolo vicolo del Panico, alla piazza della Repubblica. Lungo il tracciato si innestano: via Val di Lamona, via Porta Rossa, via de' Lamberti, via San Miniato tra le Torri e via degli Anselmi. 

## Storia
La denominazione (che nel parlato è talvolta semplicemente detta "Pellicceria" con esclusione del termine via) trae origine dal fatto che qui furono almeno fino al XVI secolo le botteghe dell'Arte dei Vaiai e Pellicciai, come testimonia anche la variante del nome di via dei Pellicciai. Più lunga e più stretta della strada attuale, la strada partiva, nel Medioevo, dalla chiesa di San Biagio, nell'attuale piazza di Parte Guelfa, e giungeva alla chiesa di San Pier Buonconsiglio, che si trovava dove attualmente si trova l'Arcone di piazza della Repubblica. 

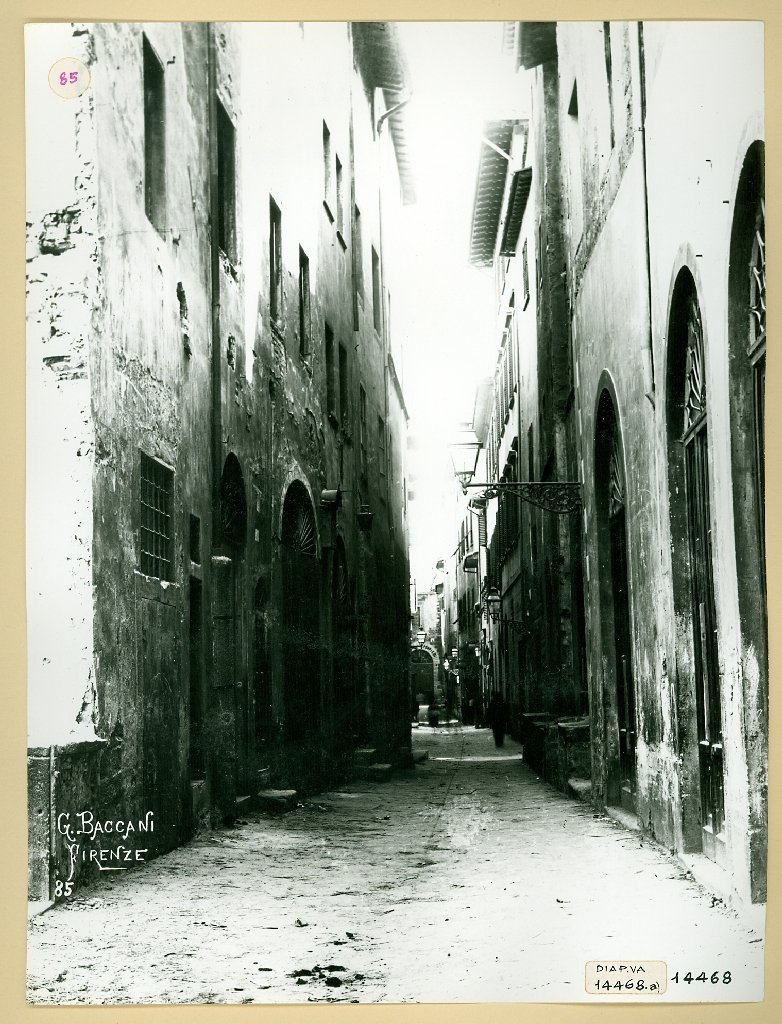
Una foto storica di via Pellicceria vista dalla piazza del Mercato prima delle demolizioni, anni 1880 circa

Vi erano case e torri le più antiche famiglie fiorentine, quali gli Strozzi, i Tornabuoni, i Pilli, i Malegonnelle. Vi avevano inoltre sede l'Arte dei Medici e degli Speziali e l'Arte degli Oliandoli e Pizzicagnoli, ed era piena di botteghe di ramai (venditori di stoviglie di rame), di linaioli, di fornai, di tralicciai (venditori di tela grossa da materassi) e soprattutto di vaiai e pellicciai", almeno fino al XVI secolo, quando lasciarono il posto soprattutto a botteghe di lanaioli. 
Per quanto il tracciato e la denominazione siano antichi la via fu del tutto riconfigurata in occasione dell'intervento di 'risanamento' dell'area del Mercato Vecchio (1885-1895) che qui vide costruire, a fianco di casamenti e palazzi 'signorili', il grande complesso delle Poste e Telegrafi (1905-1917). In quell'occasione la strada venne anche notevolmente accorciata, poiché arrivava originariamente all'incrocio con via dei Ferrivecchi (via Strozzi), in favore della nuova piazza, allargata.

## Descrizione
Il palazzo delle Poste caratterizza la maggior parte del tracciato della strada, anche e soprattutto per la presenza di un porticato (elemento decisamente raro nel contesto urbano fiorentino) che protegge e favorisce il passaggio dei pedoni e che prosegue, tra edifici diversi, fino via de' Pecori. 
Indipendentemente da questo la strada continua ad essere una delle più frequentate del centro storico, sia per la presenza di attività commerciali (in parte sotto forma di banchi e chioschi allestiti sotto il loggiato) sia per il suo essere arteria di collegamento tra la zona del Mercato Nuovo, piazza della Repubblica e piazza Duomo.

### Preesistenze

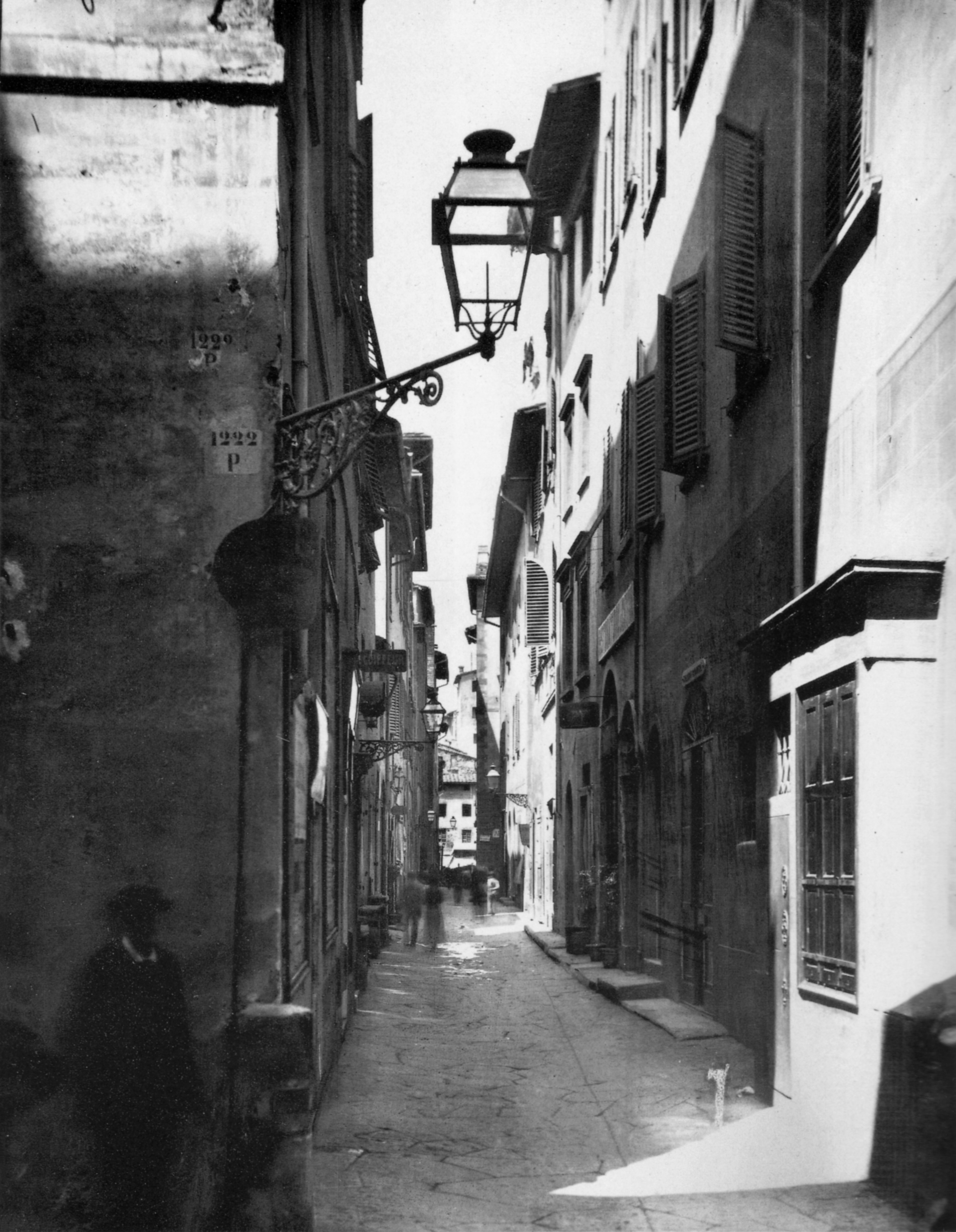
Via Pellicceria vista verso piazza del Mercato Vecchio, anni 1880

La strada iniziava da via Porta Rossa tra case appartenute alla Parte Guelfa, ai De' Nobili (ma prima ai Giandonati) e ai Pilli. A sinistra si apriva dopo poca strada un corto vicolo detto chiasso dei Cosi o dei Persi (nomi di famiglie) che portava nella piccola piazza o corte dell'Abbaco, dal nome della famiglia di Paolo dell'Abbaco che ebbe qui le case. Il nome originario di questa famiglia era Ficozzi, ma venne cambiato per gli studi matematici del suo più illustre esponente. Al tempo delle demolizioni qui si trovava una bottega di battiloro.
Poco più avanti su questo stesso lato si trovavano i resti di due torri dei Pilli, che stavano ai lati del vicolo variamente detto dei Pilli o degli Erri. Quest'ultimo nome non va confuso con il chiasso degli Erri o dei Ricchi che invece collegava sul lato ovest dell'isolato via Porta Rossa con San Miniato fra le Torri. Dal vicolo dei Pilli si entrava in un'altra piazzetta, detta della Loggia dei Pilli o, ancora, degli Erri o degli Scarlatti (tutti nomi di famiglie), dove si trovavano i resti della loggia dei Pilli, con visibile ancora un pilastro con lo stemma di vaio della famiglia nel capitello (dalla loggia), a cui sembra riferirsi Dante nel sedicesimo Canto del Paradiso, v. 103 («Grand'era già la colonna del vaio»). Durante le demolizioni vennero trovati nella muratura un totale di tre pilastri ottagonali, che oggi sono murati nel cortile del Granaio del Museo di San Marco (uno solo ha il capitello araldico, degli altri due hanno degli scudi lisci), e uno stemma in pietraforte che era murato sopra le arcate (ora nei depositi del lapidario dello stesso museo).
Tra la piazza dei Pilli/Erri e quella dell'Abbaco esisteva poi l'antico mangano medievale dell'Arte della Lana, usato per il finissaggio delle pezze.
Sul lato opposto della strada si apriva invece la piazza del Monte di Pietà dei Pilli, corrispondente oggi a via dei Lamberti. Essa doveva il nome al Monte di Pietà dei Pilli. Si costeggiava poi a destra il dado dei Lamberti, sede di Arti e magistrature fin dal XIV secolo. All'incrocio con via di San Miniato fra le Torri (della quale oggi resta solo il tratto ocrientale) si vedevano i resti di una torre degli Strozzi, già appartenuta ai Cipriani, e sull'angolo opposto di una dei Becci, già dei Catellini da Castiglione, questi ultimi proprietari anche del vicino palazzo ancora esistente. 
Si incontravano poi numerose botteghe, alcune nelle case già dei Malegonnelle e dei Sassetti (lato ovest) e il vicolo deli Amieri che portava in piazza degli Amieri (lato est). Da qui la via sbucava in piazza del Mercato Vecchio, lasciandosi a sinistra un lato della chiesa di San Pier Buonconsiglio in angolo con via tra' Ferravecchi (via degli Strozzi).

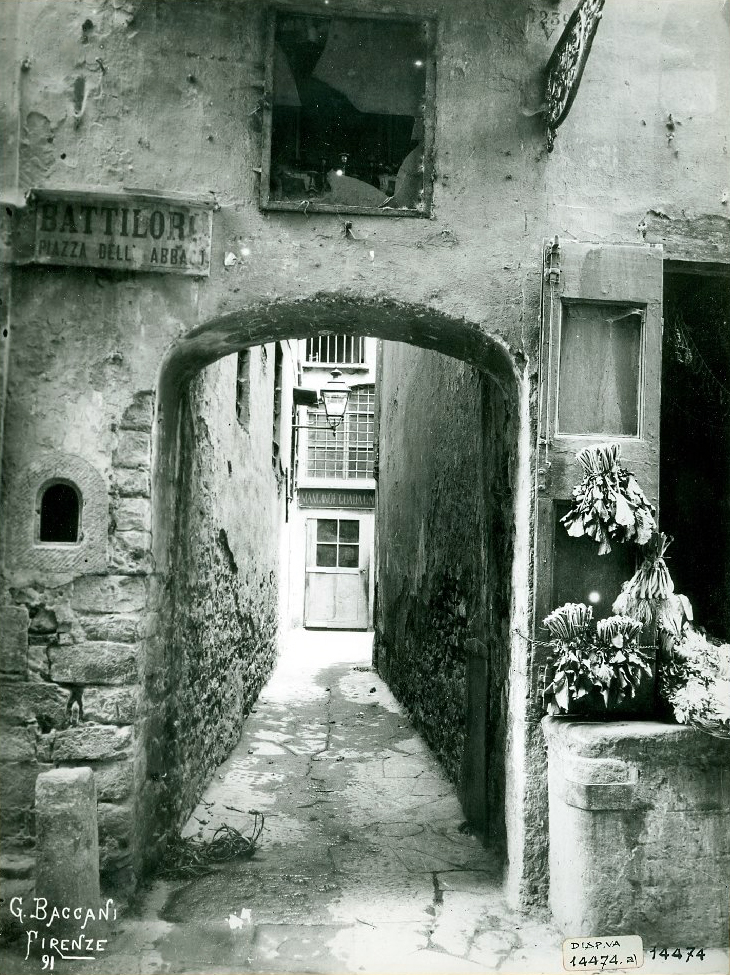
Chiasso dei Cosi
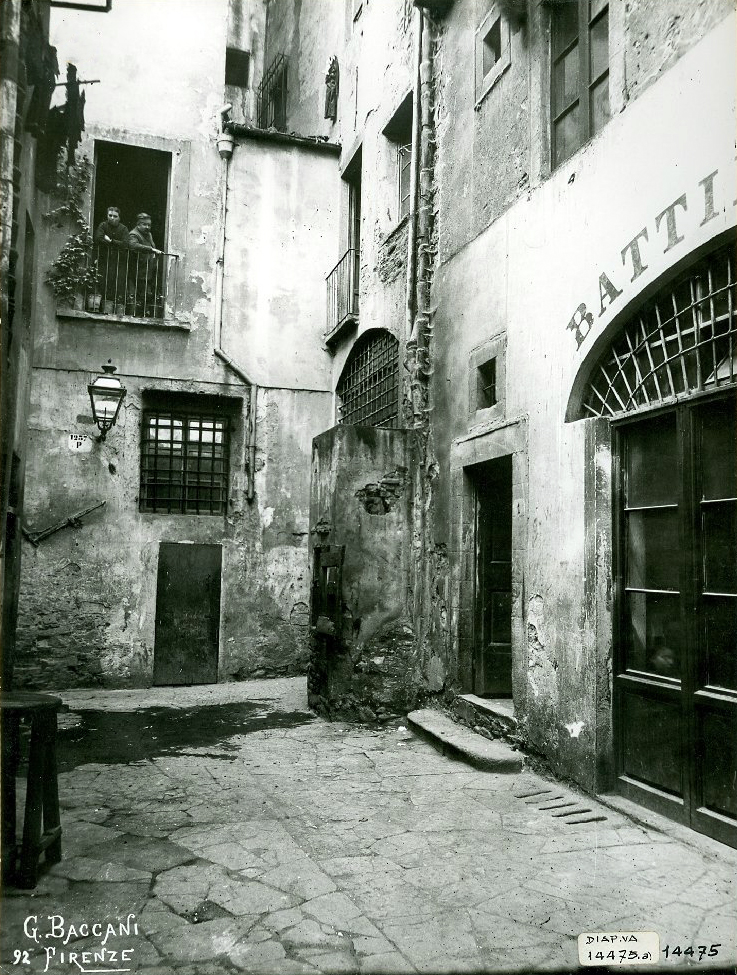
Piazza dell'Abbaco
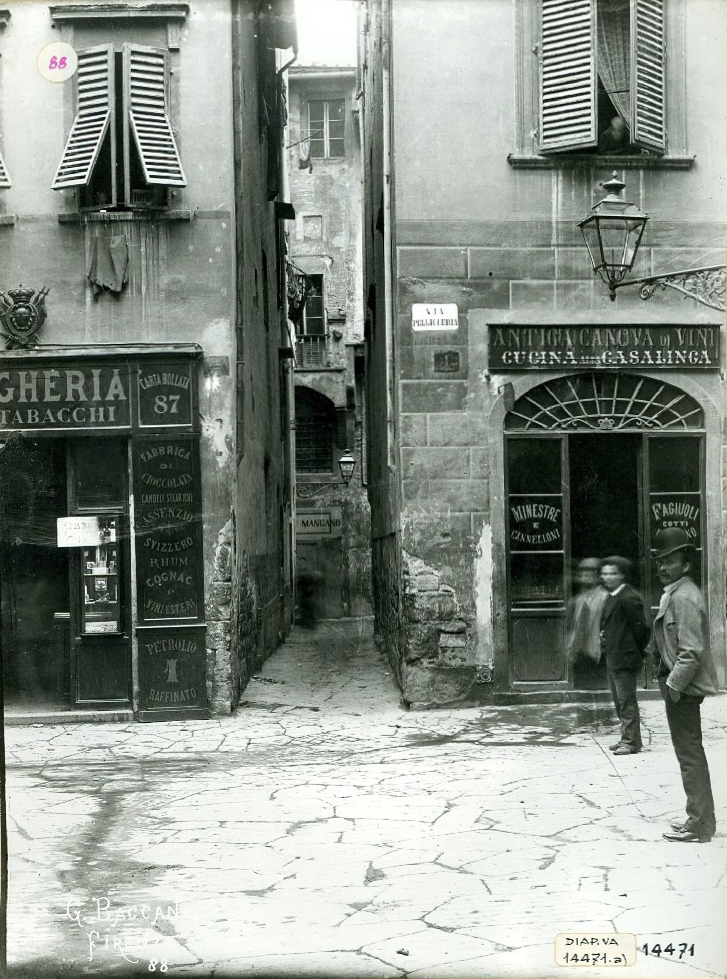
Ingresso del chiasso dei Pilli
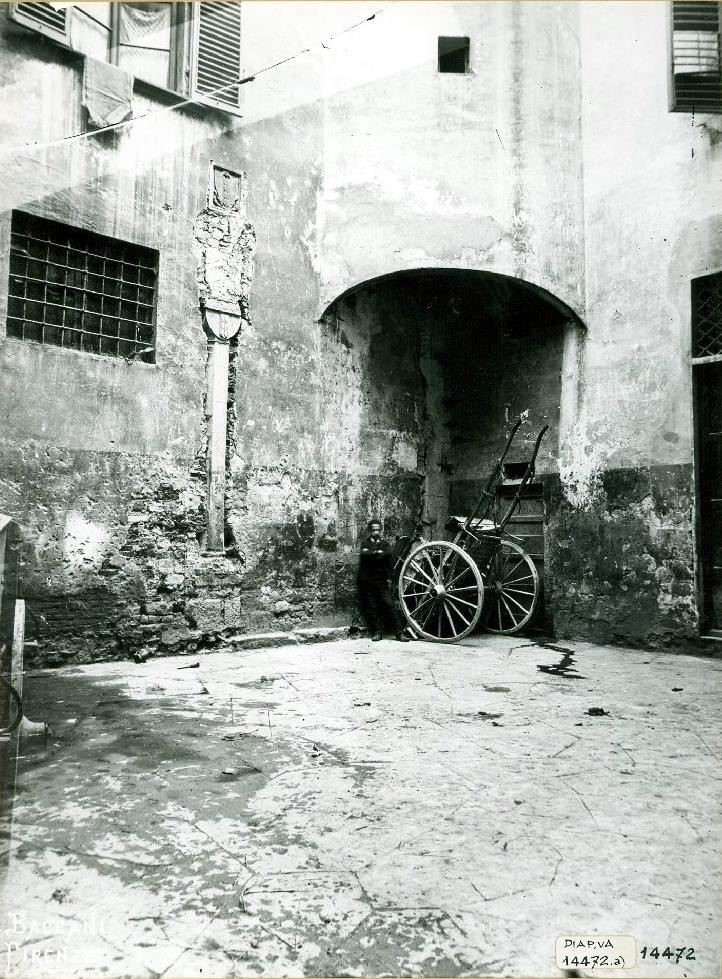
Piazza della Loggia dei Pilli
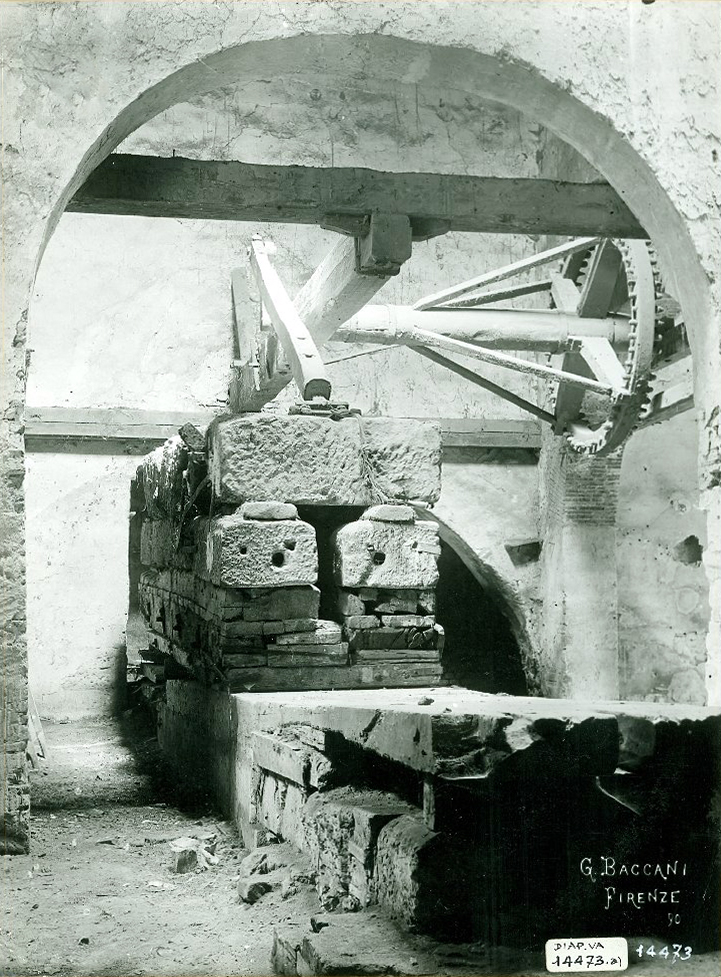
Il mangano
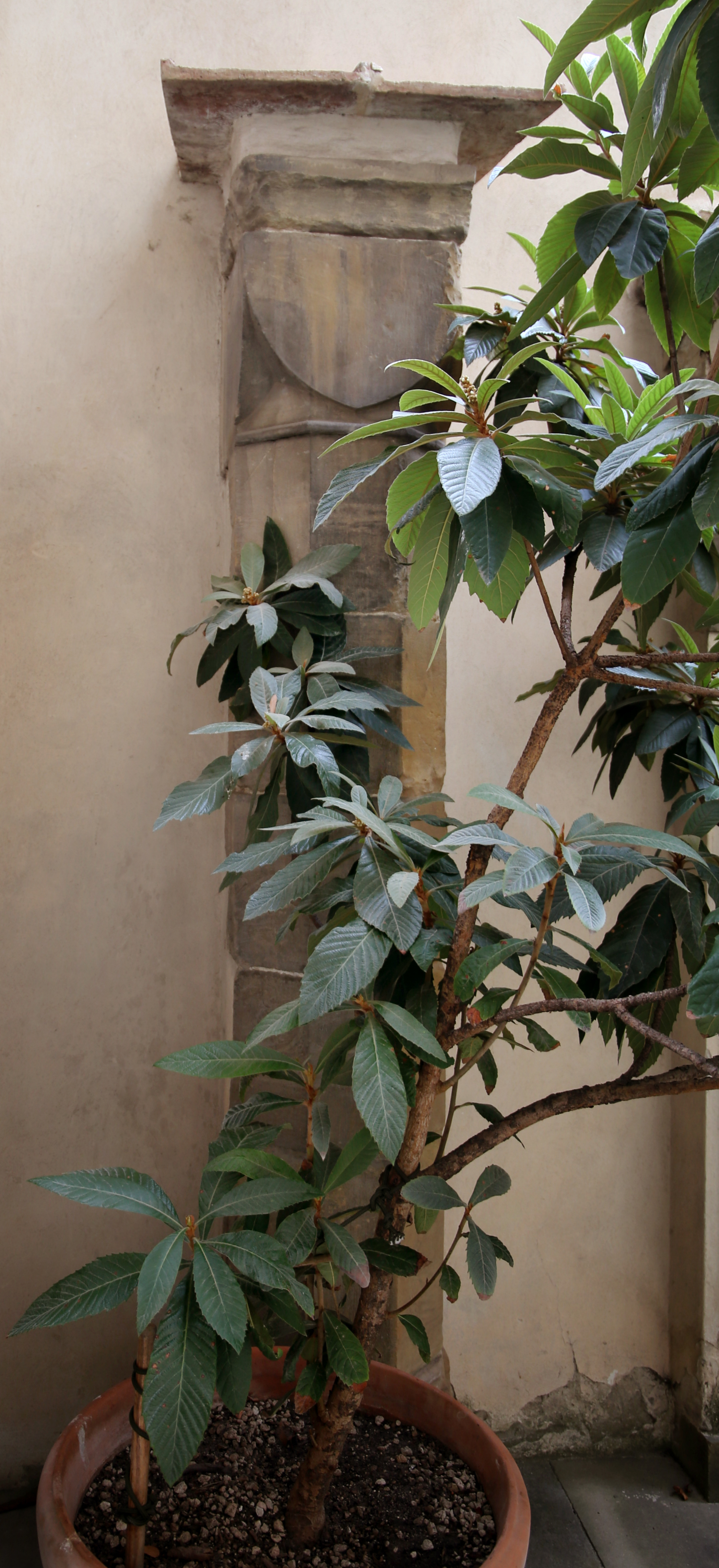
Pilastro dalla loggia dei pilli, nel Museo di San Marco
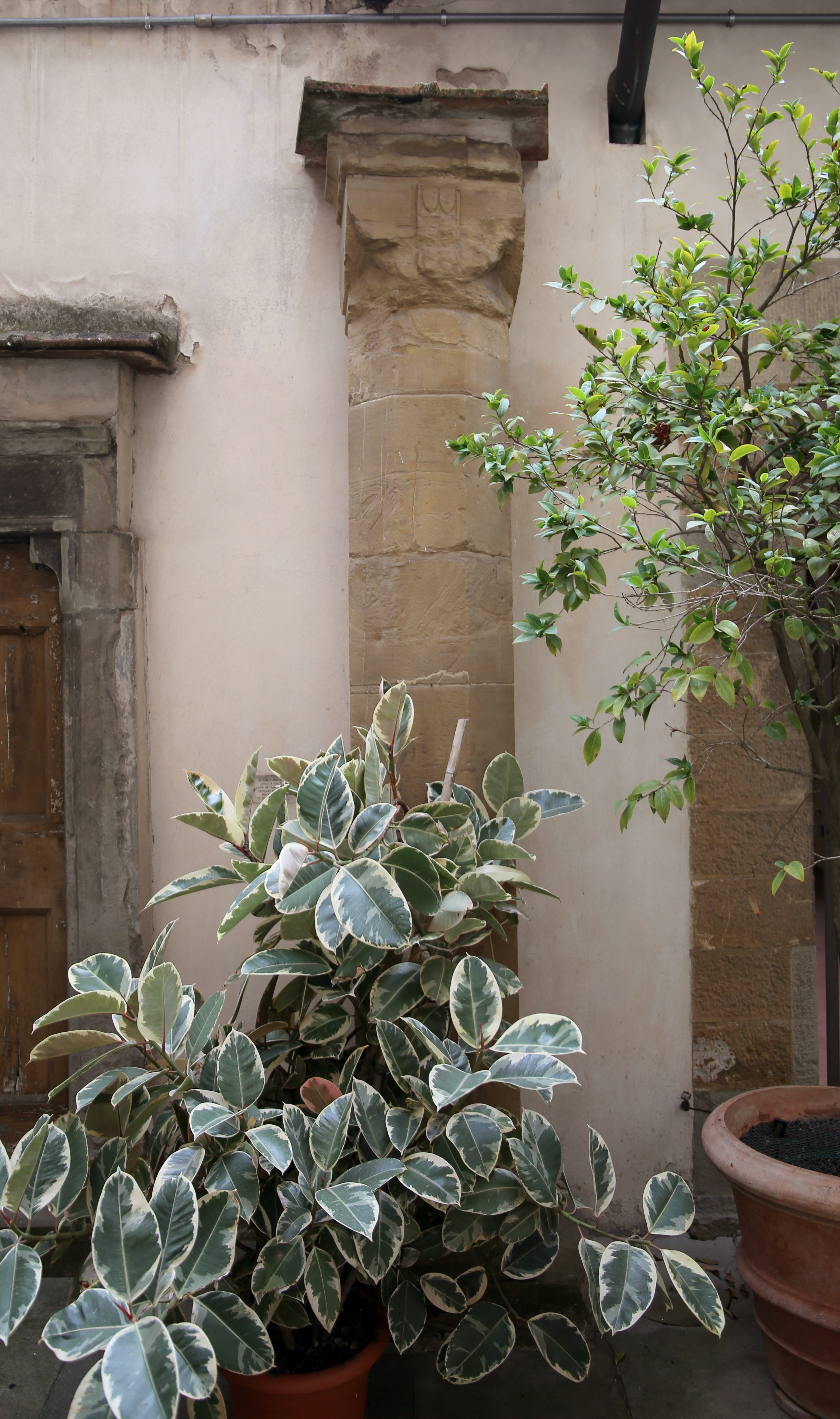
Pilastro dalla loggia dei pilli, nel Museo di San Marco
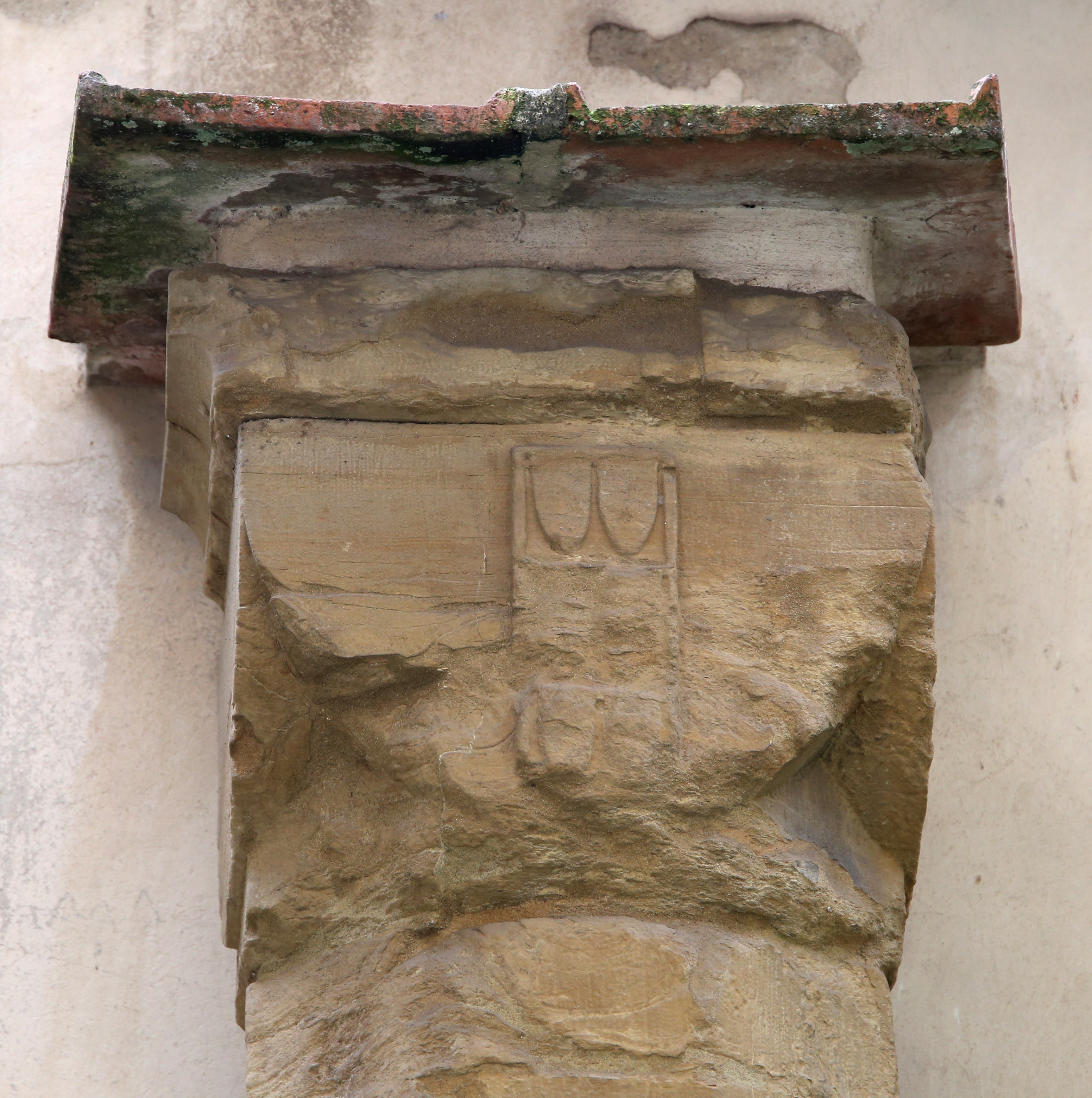
Capitello con stemma Pilli
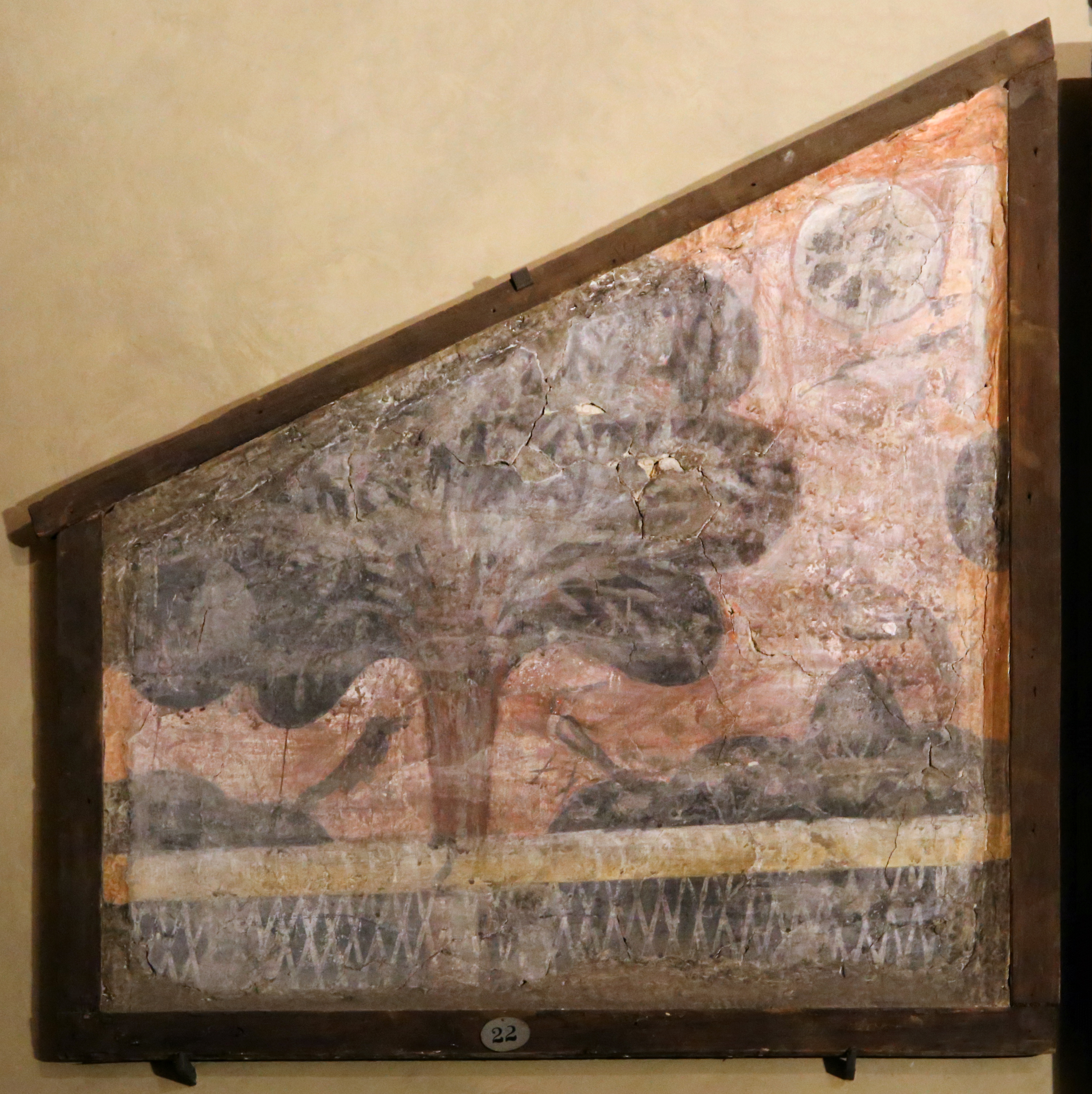
Affresco dalle case dei Pilli, Museo di San Marco
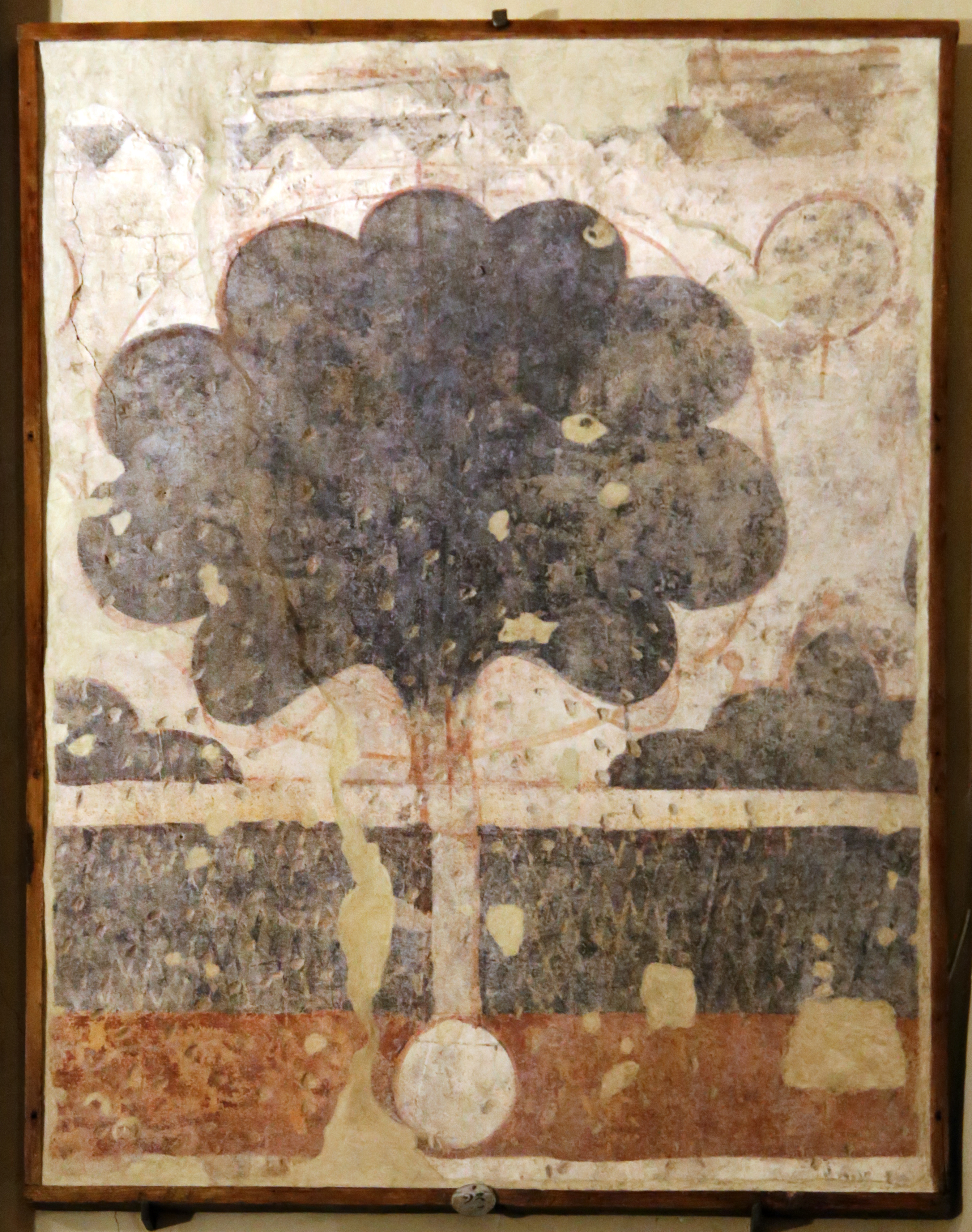
Affresco dalle case dei Pilli, Museo di San Marco
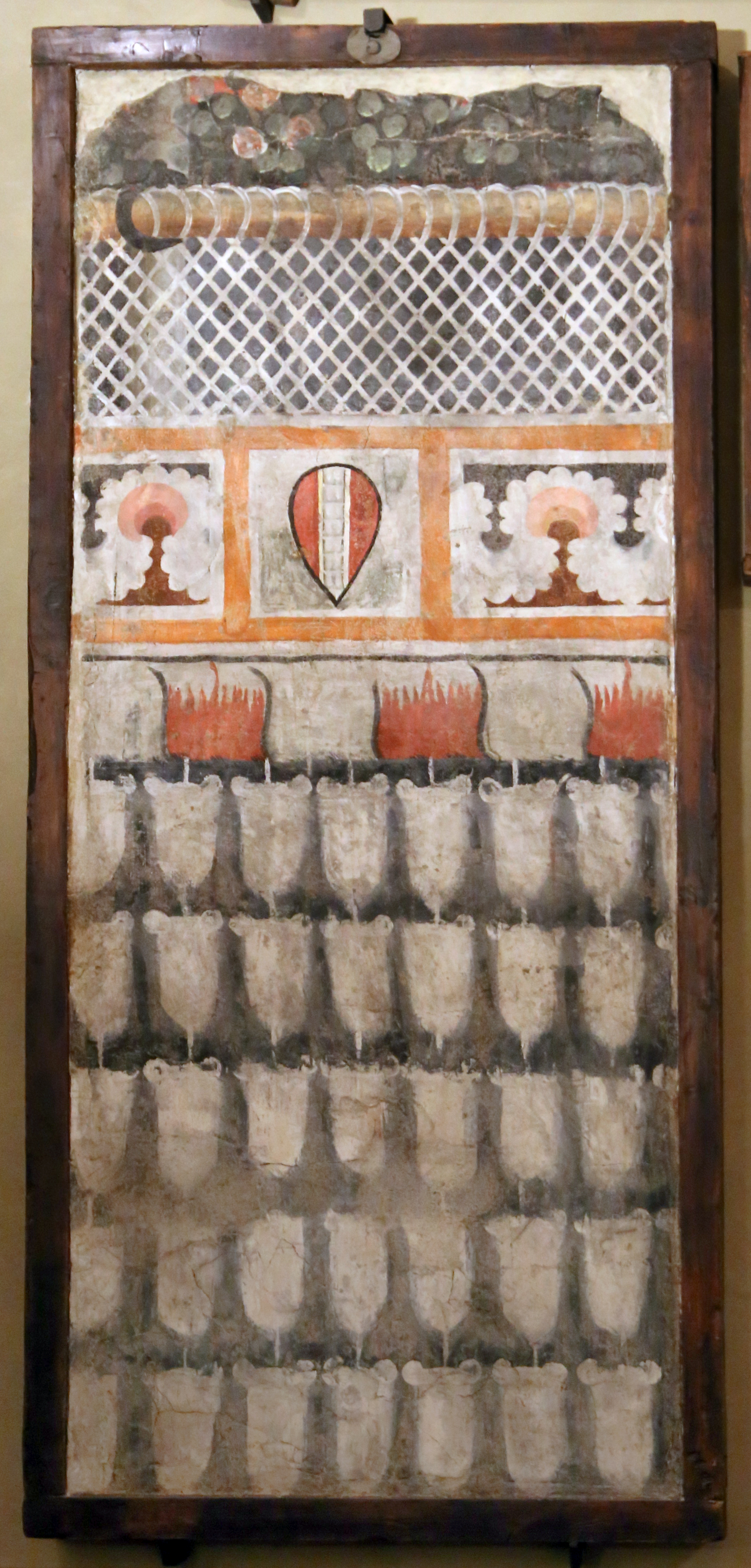
Affresco dalle case dei Pilli, Museo di San Marco
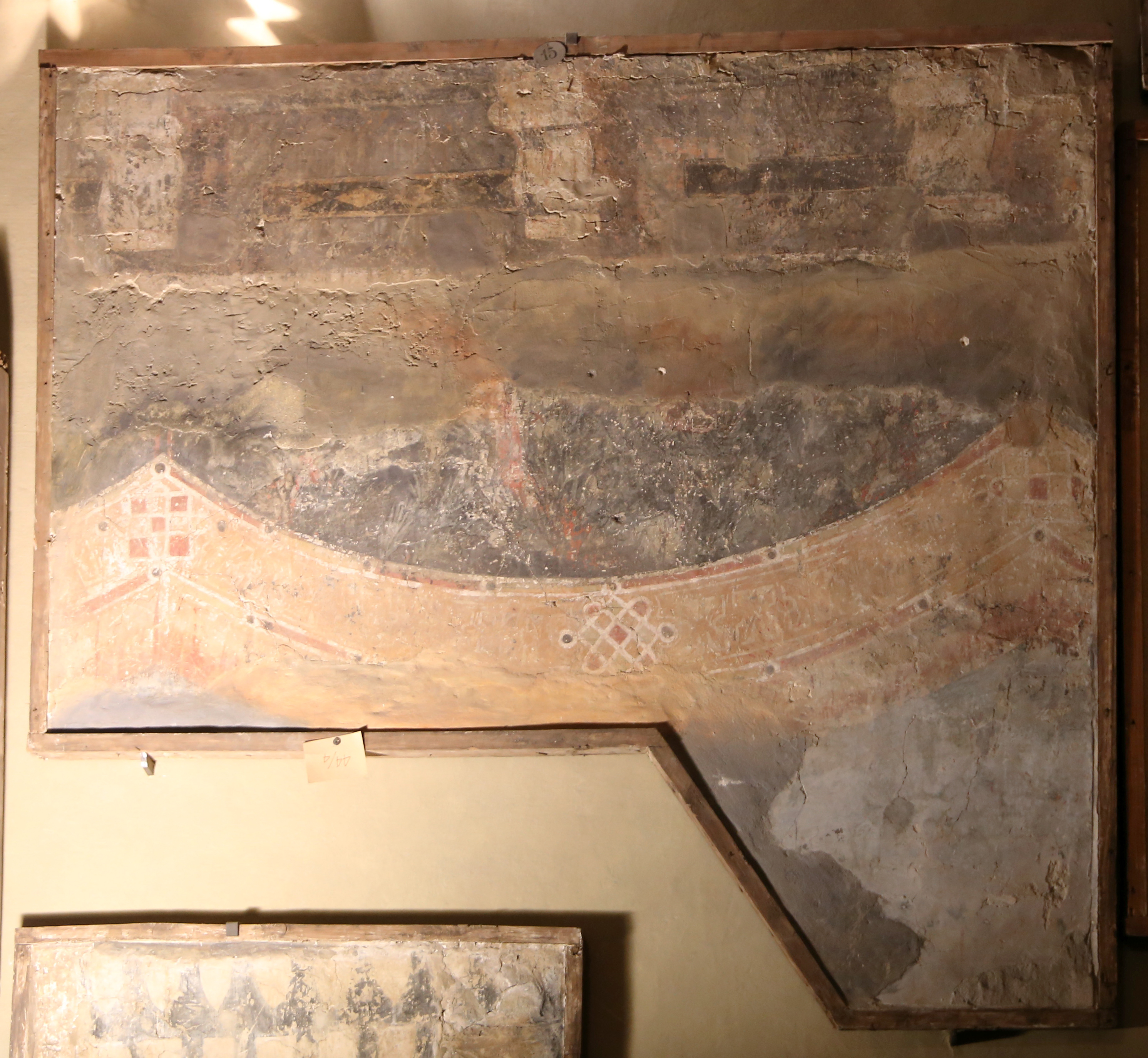
Affresco dalle case dei Pilli, Museo di San Marco

### Edifici
| Immagine | N°  | Nome                             | Descrizione |
| -------- | --- | -------------------------------- | --- |
|          | 1   | Palazzo dei Portici              | Il palazzo, sorto durante il "risanamento" ottocentesco, è caratterizzato da un alto porticato a cinque campate su colonne doriche che introduce al lungo passaggio coperto che da qui conduce, lungo piazza della Repubblica, fino a via de' Pecori. Alle cantonate con il vicolo del Panico e con via Porta Rossa le colonne si affiancano a robusti pilastri qualificati da bozze rustiche in pietra. Il corpo superiore si alza per tre piani più un mezzanino. |
|          | 2   | Casa dell'Accademia della Crusca | Nel Duecento era qui una casa appartenente ai Cavalcanti, venduta nel 1433 al Monte del Comune, dal quale forse l'ebbero gli accademici della Crusca. Nell'Ottocento l'edificio venne rimaneggiato, determinando le forme attuali (cinque piani organizzati su quattro assi), e fornito di un lungo balcone a correre per l'intera larghezza dell'edificio, sorretto da mensole in pietra che ne ricordano le più antiche origini. Al terreno sono ampi brani di bozze regolari di pietra, che affiorano sulle superfici ora intonacate, in parte restituendo il profilo della successione degli antichi archi. Sul fronte dal lato del vicolo della Seta, è una memoria, posta dal Municipio di Firenze nel 1882, che ricorda come qui, gli accademici della Crusca "dal 1590 al 1612 compilarono il primo vocabolario della lingua italiana". |
|          | 4   | Casa Santucci                    | Per quanto l'edificio si sviluppi in profondità su con un corpo di fabbrica leggermente più basso di quello che prospetta su via Porta Rossa, presenta su questa il fronte principale, eretto a formare una quinta scenografica di tre assi, con al terreno e al piano nobile aperture affiancate da pilastri con ricchi capitelli corinzi. Oltremodo ornati anche i due ricorsi, il primo con plastiche girali d'acanto, il secondo con un motivo a meandro. "Fabbricato alla fine del secolo scorso dall'ing. Gustavo Marianini, questo edificio in stile rinascimentale, con pilastri corinzi e terrazza a squadra, è simile ad un'alta quinta le cui dimensioni sovvertono i rapporti altimetrici esistenti un tempo con la vicina loggia del Mercato Nuovo". Su via Val di Lamona - dove è un corridore su un ampio arco a collegare l'edificio con la vicina casa dell'Accademia della Crusca - è un tabernacolo con un affresco tre quattrocentesco raffigurante l'Ecce Omo. I fronti sono stati recentemente ritinteggiati e l'edificio appare in buono stato di conservazione.                                                        |
|          | 3-5 | Palazzo delle Poste e Telegrafi  | Il grande edificio fu realizzato a cura del Comune di Firenze per riunire in un unico luogo i servizi postali e telegrafici della città, sfruttando due lotti non ancora venduti e risultanti dalle operazioni di risanamento del vecchio centro (1885-1895), identificabili nell'area precedentemente occupata da San Miniato fra le Torri (un intero rione con non meno di sei strade, quattro piazzette e l'omonima chiesa). L'edificio, inaugurato nel 1917, venne dotato dei più moderni impianti e servizi e particolare attenzione fu dedicata agli arredamenti e all'apparato decorativo degli ambienti per il pubblico. Su via Pellicceria si caratterizza per l'ampio porticato di undici campate scandite da pilastri, sviluppato per tutta l'altezza del piano terra e dell'ammezzato. Il porticato è collegato ai portici preesistenti sul lato ovest di piazza della Repubblica mediante uno stretto corpo di fabbrica a tre piani con due arcate a pian terreno tra le quali, nel largo pilastro centrale, si apre una nicchia con statua sotto cui è posta la lapide in bronzo dedicata ai caduti della prima guerra mondiale. |
|          | 8   | Palazzo Guarducci                | Con la fronte su via Pellicceria, davanti al palazzo delle Poste, e con il fianco su via de' Lamberti, accanto al palazzo gotico-Liberty dell'architetto Pietro Berti, questo edificio rivela un'insolita eleganza di linee architettoniche da cui traspare l'eco dell'arte di Giuseppe Poggi. Le finestre in pietrame sono inquadrate in una semplice cornice a lesene, entro la quale risaltano gli specchi di intonaco chiaro. I fronti sono delimitati da conci in pietra artificiale e presentano ambedue un'estensione di quattro assi organizzati su tre piani più due mezzanini. |
|          | 10  | Palazzo                          | L'edificio fu eretto attorno al 1897 nella zona dove già insistevano le case della famiglia Lamberti, su progetto dell'architetto Torquato Del Lungo, così come risulta da vari disegni conservati presso l'Archivio Storico del Comune di Firenze. Rispetto a questi l'attuale fabbrica presenta alcune semplificazioni, per il minor dispiego di cornici bugnate a forte rilievo, già proprie del lessico poggiano e particolarmente amate dal Del Lungo. I due fronti principali, su via Pellicceria e su via de' Lamberti, presentano identico disegno ed estensione, pari a sei assi per quattro piani. Su via de' Lamberti è una lapide dantesca in riferimento all'omonima famiglia, coronata dall'arme del casato (d'azzurro, a sei palle d'oro, 3.2.1.). |

### Lapidi
Al 2, la lapide che ricorda la prima sede dell'Accademia della Crusca:
| GLI ACCADEMICI DELLA CRUSCA QUI DAL MDXC AL MDCXII COMPILARONO IL PRIMO VOCABOLARIO DELLA LINGUA D'ITALIA IL MUNICIPIO DI FIRENZE PONEVA CON DELIB. DEL XXVII DIC. MDCCCLXXXII |

Sul palazzo delle Poste, sulla facciata della sezione che si occupava delle nuove linee telefoniche, si trova una lapide ad Antonio Meucci, inventore del telefono:
| ANTONIO MEVCCI INVENTORE DEL TELEFONO MORÌ NEL MDCCCLXXXIX I N TERRA STRANIERA POVERO E DEFRAVDATO DE' SVOI DIRITTI * * L'ITALIA DI VITTORIO VENETO E LA SVA FIRENZE NE RIVENDICANO CON MATERNO ORGOGLIO LA GLORIA * *______ __L'ASSOCIAZIONE ITALIANA PER IL CVLTO DELLE MEMORIE NAZIONALI POSE IL XV GIVGNO MCMXXIV** |

Sempre sul palazzo delle Poste, ell'esterno del portico, si trova il monumento di Giulio Passaglia (1923), in memoria di Vittorio Locchi caduto a Matapan e degli altri caduti tra i postelegrafonici nella prima guerra mondiale, sotto al quale ci sono quattro riquadri bronzei: il primo e il terzo riportano l'elenco di nomi, il secondo l'iscrizione:
| ___† ___BADINI PIETRO ___BALDINI ITALO VGO ___BARDVCCI GVIDO ___BARGELLINI GIVSEPPE ___BORGINI PATRIO ___CALVIETTI AMEDEO ___CAMBI CARLO ___CARNESECCHI ALESSIO ___CECCHI CARLO ___DOMINI NELLO ___FACCHINI VITTORIO ___FALTERI ANTONIO ___FANTOZZI CIRO ___FEDERIGHI EVGENIO ___FEROCI LEONE ___FERRETTI NAZZARENO ___FILIPPINI GINO ___FOCACCI GIVLIO ___FRANCHI ETTORE ___FRILLI ANTONIO |

| NEL NOME GLORIOSO DI VITTORIO LOCCHI POETA E MARTIRE DELLA NUOVA ITALIA SI ASSOMMANO E SVBLIMANO COME NELLA VETTA SUPREMA LE PENDICI DELLA MONTAGNA LE VIRTV' CIVILI E MILITARI DI TUTTI I POSTELEGRAFONICI DELLA PROVINCIA IMMOLATISI PER LA GRANDEZZA DELLA PATRIA NELLA GVERRA DI REDENZIONE NAZIONALE 1915-1918 FIRENZE ORGOGLIOSA E RICONOSCENTE NELL'OTTAVO ANNIVERSARIO DELLA STORICA DATA 24 MAGGIO 1915 NE CONSACRA I NOMI VENERATI ALLA POSTERITÀ DIEGO GAROGLIO |

| ___† ___GHERARDI ANGIOLO ___GIACCHERINI RVGGERO ___GVARNIERI ENRICO ___LOMBARDI GIVLIO ___LVPI VITTORIO ___MARRANI LORENZO ___MASSINI ALFREDO ___MASSI PIETRO ___OTTANELLI EMILIO ___PIOVANI GVGLIELMO ___POLI SERENO ___PRETOLANI NICCOLA ___ROSSI BRVNO ___SANTONI ADONE ___SCARDIGLI NICCOLÒ ___SENESI RAVL ___TALANTI ALDO ___TOSI ANGIOLO ___VERDIANI ORLANDO ___ZIFFERI EDOARDO ___BIANCHI GINO |

A queste lapidi venne aggiunta una quarta nel 1958, in memoria dei caduti della seconda guerra mondiale, che richiese il rifacimento della cornice e il suo riposizionamento.
| I POSTELEGRAFONICI FIORENTINI AVSPICE LA PROPRIA SEZIONE EX-COMBATTENTI VOLLERO QVI INCISI NEL BRONZO I NOMI DEI COLLEGHI DI FIRENZE E PROVINCIA CADVTI PER LA PATRIA NELLA GUERRA 1940-45 FIRENZE 4 NOVEMBRE 1958 ___† ___ABBARGHINI ENZO ________- CAGNACCI ___BIAGIOTTI FRANCESCO _______ADRIANA ___CEI GABBRIELLO __________-FRATINI ___CORTI ILIO ____________________GVIDO ___FANETTI FRANCO _________-ORSVCCI ___MANETTI SEVERINO _________ GIOVANNI ___MARTINELLI GIOVANNI _____ -TAITI ___PAPINI AMEDEO ________________ MARIO ___PELOSINI GINO ___________ -TVCCI ___PISTOLESI ORAZIO __________ALBERTO ___POZZI GASTONE _________ -ZAMPIERI ___ROSSI MARIO _______________GIVSEPPE ___SALVADORI SALVADORE ___-ERODIANI ___SANZARI GINO ________________AZELIA ___SOLDAINI ALFREDO ___VADORINI VASCO |